# Quercus griffithii
Quercus griffithii — вид рослин з родини букових (Fagaceae); поширений по всій південно-східній Азії та в Індокитайському регіоні.

## Опис

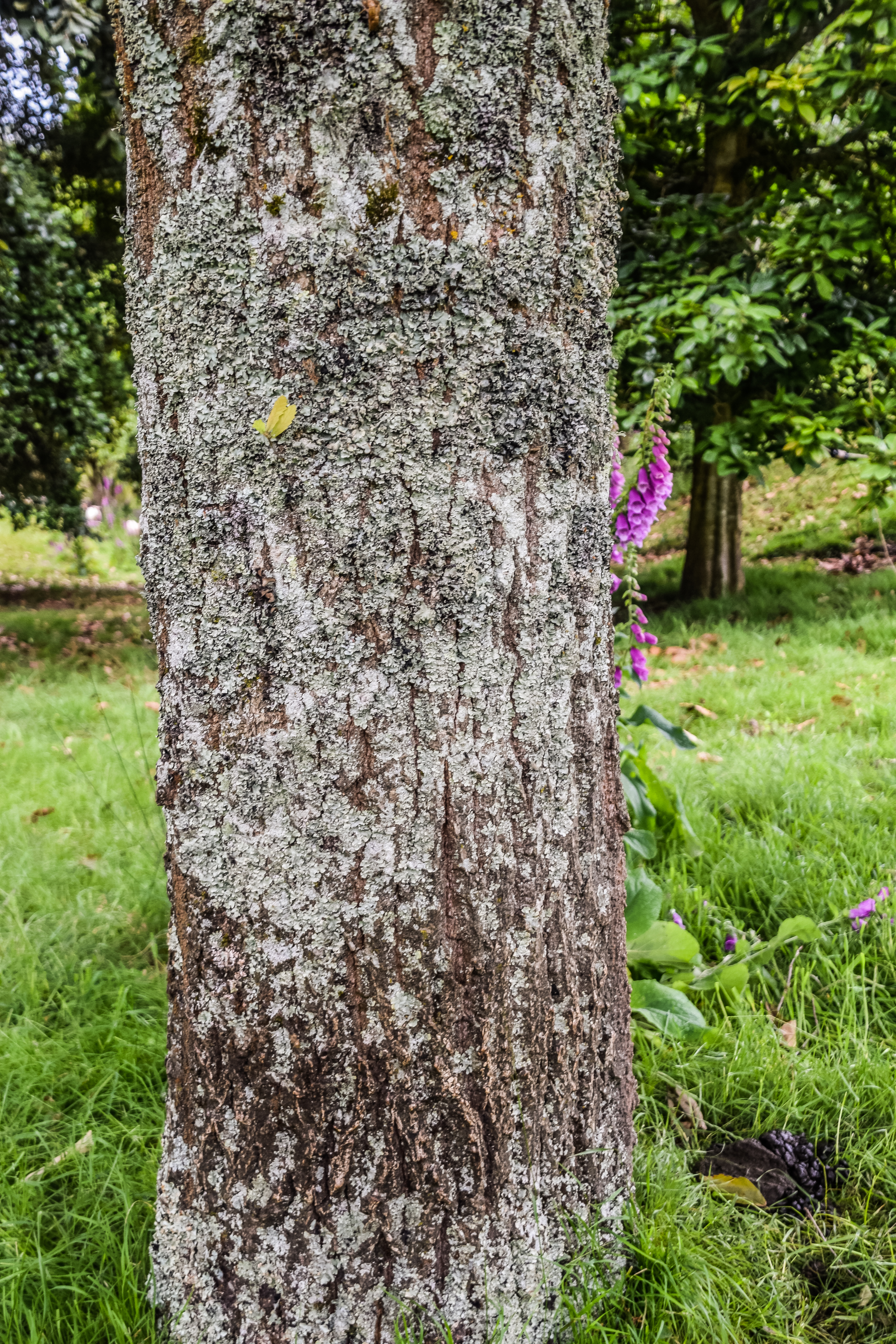
стовбур

Це листопадне дерево зазвичай 4–8 м заввишки, але досягає 25 м. Кора попеляста сіра, гладка, хоча бородавчаста, борозниста. Молоді гілочки з іржавим запушенням, стають голими. Листки 12–25 × 6–12 см, шкірясті, зворотнояйцюваті або зворотнояйцювато-довгасті; верхівка загострена або коротко загострена; основа вузько закруглена або серцеподібна, або клиноподібна; голі, блискучі темно-зелені зверху; світло-зелені запушені знизу; грубозубчасті (12–15 пар зубів); ніжка листка товста, запушена, 0.5–1 см завдовжки. Чоловічі квітки жовтуваті, в пониклих сережках довжиною 5–12 см, з 8–12 тичинками. Жіночі суцвіття пазушні на молодих пагонах. Жолудь завдовжки 1.2–1.4 см, ушир 0.8–1.2 см, майже без стебельця, гладкі, групами від 2 до 5; чашечка жолудя вкриває горіх на 1/3 або 1/2, діаметром 1.4 см; дозріває 1 рік.
Період плодоношення: вересень — жовтень.

## Середовище проживання
Поширення: південь Китаю, північний схід Індії, Бутан, Лаос, М'янма, Непал, Таїланд, В'єтнам.
Зростає в субтропічних, вологих, гірських лісах і часто трапляється в дубових та сосново-дубових лісах; росте на висотах 700–2800 м.

## Використання
Не виключено, що Q. griffithii використовується для дров та / або будівництва.